# Ermengarda d'Alvernia
Ermengarda d'Alvernia in francese Ermengarde d'Auvergne (... – dopo il 1042) per il matrimonio con Oddone II di Blois fu contessa consorte di Blois, di Chartres, di Châteaudun, di Tours, di Provins, di Reims, di Meaux e di Troyes, dal 1005 al 1037.

## Origine
Secondo la Genealogiae comes Flandriae era figlia del Conte d'Alvernia, Guglielmo IV e della moglie Humberge (o Ermengarda), figlia di Etienne de Brioude, conte di Gévaudan e Forez, nell'Aquitania orientale e della sua seconda moglie (il matrimonio, avvenuto prima del 960 è confermato dal Cartulaire de l'abbaye de Saint-Chaffre du Monastier et Chronique de Saint-Pierre du Puy'), Adelaide d'Angiò (ca 942 - 1026), figlia del Conte d'Angiò e poi, conte di Nantes e duca di Bretagna, Folco II e di Gerberga (che il nome della madre fosse Gerberga è confermato dal documento è il n° II del Cartulaire de l'abbaye de Saint-Aubin d'Angers, Tome I, dove suo fratello, Goffredo Grisegonelle dichiara di essere figlio di Folco e Gerberga (patris mei Fulconis, matris quoque meæ Gerbergæ)) di cui non si conoscono con certezza gli ascendenti.
Guglielmo IV d'Alvernia, secondo il documento n° 363 del Cartulaire de Sauxillanges ed il documento n° 1525 del Recueil des chartes de l'abbaye de Cluny, tomé 2, era il figlio quartogenito del visconte d'Alvernia, Roberto II e di Engelberga, di cui non si conoscono gli ascendenti.

## Biografia
Verso il 1005, Ermengarda fu data in moglie al conte di Blois, di Chartres, di Châteaudun, di Tours, di Provins, di Reims, di Meaux e di Troyes, Oddone II, come risulta dal Chronica Albrici Monachi Trium Fontium. Oddone II di Blois, secondo il documento n° III del Cartulaire de Marmoutier pour le Dunois, era il figlio del conte di Blois, di Tours, di Chartres, di Châteaudun, di Tours, di Provins e di Reims, Oddone I di Blois e di Berta di Borgogna, che secondo il Hugonis Floriacensis, Liber qui Modernorum Regum Francorum continet Actus 9 era figlia del re di Arles o delle due Borgogne, Corrado III il Pacifico e della sua seconda moglie (come ci conferma la Chronica Albrici Monachi Trium Fontium), Matilde di Francia (943-980).
Il matrimonio viene confermato anche dal Capitolum V del Cartoulaire de l'abbaye de Saint-Père de Chartres, tome I, inerente ad una donazione, di qualche anno dopo, fatta da Oddone II ed Ermengarda all'abbazia di San Pietro,.
Ermengarda rimase vedova il 15 novembre del 1037, quando il marito Oddone II, che stava invadendo la Lorena, secondo gli Annales Sangallensis Maiores, oltre ad essere sconfitto e le sue truppe sbaragliate dal duca di Lorena, Gozelo o Gozzilone fu ucciso. La morte di Oddone II viene raccontata anche dal monaco cluniacense e cronista, Rodolfo il Glabro che specifica che il cadavere, dopo la battaglia fu trovato sventrato e fu restituito alla vedova, Ermengarda, dal vescovo di Chalon.
Ermengarda fece seppellire il marito a Tours, nel monastero di San Martino, accanto al padre, Oddone I.
Secondo gli Obituaires de Sens Tome II, Ermengarda (Ermengardis comitissa) morì dopo il 1042 e, fu tra l'11 ed il 12 marzo.

## Figli
Ermengarda a Oddone II diede tre figli:
- Tebaldo[18] (1012-1089), conte di Blois e poi conte di Champagne
- Stefano[18] (?-1048), conte di Champagne e conte di Brie
- Berta[19] (?-1085), che sposò, il conte Alano III di Bretagna (?-1040) e poi, nel 1046, il conte Ugo IV del Maine (?-1051).

## Ascendenza
|                         |   |            | Genitori |  |  | Nonni |  |  | Bisnonni              |  |  | Trisnonni |  |
|                         |   |            |          |  |  |       |  |  | Roberto I di Clermont |  |  | Eustorgio |  |
|                         |   |            |          |  |  |       |  |  | Roberto I di Clermont |  |  | Eustorgio |  |
|                         |   | Arsinda    |          |  |  |       |  |  | Roberto I di Clermont |  |  |           |  |
| Roberto II di Clermont  |   |            |          |  |  |       |  |  | Roberto I di Clermont |  |  |           |  |
|                         |   | Aldegardis | …        |  |  |       |  |  |                       |  |  |           |  |
|                         |   | Aldegardis | …        |  |  |       |  |  |                       |  |  |           |  |
|                         |   | Aldegardis | …        |  |  |       |  |  |                       |  |  |           |  |
| Guglielmo IV d'Alvernia |   | Aldegardis |          |  |  |       |  |  |                       |  |  |           |  |
|                         |   | …          | …        |  |  |       |  |  |                       |  |  |           |  |
|                         |   | …          | …        |  |  |       |  |  |                       |  |  |           |  |
|                         |   | …          | …        |  |  |       |  |  |                       |  |  |           |  |
| Engelberga              |   | …          |          |  |  |       |  |  |                       |  |  |           |  |
|                         |   | …          | …        |  |  |       |  |  |                       |  |  |           |  |
|                         |   | …          | …        |  |  |       |  |  |                       |  |  |           |  |
|                         |   | …          | …        |  |  |       |  |  |                       |  |  |           |  |
| Ermengarda d'Alvernia   |   | …          |          |  |  |       |  |  |                       |  |  |           |  |
|                         | … | …          |          |  |  |       |  |  |                       |  |  |           |  |
|                         | … | …          |          |  |  |       |  |  |                       |  |  |           |  |
|                         | … | …          |          |  |  |       |  |  |                       |  |  |           |  |
| …                       | … |            |          |  |  |       |  |  |                       |  |  |           |  |
|                         |   | …          | …        |  |  |       |  |  |                       |  |  |           |  |
|                         |   | …          | …        |  |  |       |  |  |                       |  |  |           |  |
|                         |   | …          | …        |  |  |       |  |  |                       |  |  |           |  |
| Umberga                 |   | …          |          |  |  |       |  |  |                       |  |  |           |  |
|                         |   | …          | …        |  |  |       |  |  |                       |  |  |           |  |
|                         |   | …          | …        |  |  |       |  |  |                       |  |  |           |  |
|                         |   | …          | …        |  |  |       |  |  |                       |  |  |           |  |
| …                       |   | …          |          |  |  |       |  |  |                       |  |  |           |  |
|                         |   | …          | …        |  |  |       |  |  |                       |  |  |           |  |
|                         |   | …          | …        |  |  |       |  |  |                       |  |  |           |  |
|                         |   | …          | …        |  |  |       |  |  |                       |  |  |           |  |
|                         |   | …          |          |  |  |       |  |  |                       |  |  |           |  |

### Fonti primarie
- (LA)  Cartulaire de l'abbaye de Saint-Chaffre du Monastier et Chronique de Saint-Pierre du Puy.
- (LA)  Cartulaire de l'abbaye de Saint-Aubin d'Angers, tomus I.
- (LA)  Rodulfi Glabri Historiarum Libri Quinque.
- (LA)  Monumenta Germaniae Historica, Scriptores, tomus I.
- (LA)  Monumenta Germaniae Historica, Scriptores, tomus IX.
- (LA)  Monumenta Germaniae Historica, Scriptores, tomus XXIII.
- (LA)  Cartulaire de Sauxillanges.
- (LA)  Recueil des chartes de l'abbaye de Cluny, tomé 2.
- (LA)  Cartulaire de Marmoutier pour le Dunois.
- (LA)  Cartoulaire de l'abbaye de Saint-Père de Chartres, tome I.
- (LA)  Stephani Baluzii Miscellaneorum, Liber I.
- (LA)  Obituaires de la province de Sens. Tome 2.

### Letteratura storiografica
- Louis Halphen, "La Francia dell'XI secolo", cap. XXIV, vol. II (L'espansione islamica e la nascita dell'Europa feudale) della Storia del Mondo Medievale, 1999, pp. 770–806.
- Louis Halphen, "Il regno di Borgogna", cap. XXV, vol. II (L'espansione islamica e la nascita dell'Europa feudale) della Storia del Mondo Medievale, 1999, pp. 807–821.
- Edwin H. Holthouse, "L'imperatore Enrico II", cap. VI, vol. IV (La riforma della chiesa e la lotta fra papi e imperatori) della Storia del Mondo Medievale, 1999, pp. 126–169.
- Austin Lane Poole, "L'imperatore Corrado II", cap. VII, vol. IV (La riforma della chiesa e la lotta fra papi e imperatori) della Storia del Mondo Medievale, 1999, pp. 170–192.